# Гобзев, Иван Александрович
Иван Александрович Го́бзев (род. 18 января 1978) — российский писатель, блогер, редактор, педагог, кандидат философских наук.

## Биография
Родился в Москве в семье российского учёного Карпенко Александра Степановича и журналиста Гобзевой Татьяны Фроловны. Племянник российской актрисы, инокини Ольги Гобзевой. При рождении имел фамилию отца, впоследствии в качестве литературного псевдонима взял фамилию матери, под которой публикует свои художественные и публицистические произведения.
Окончил философский факультет МГУ им. М. В. Ломоносова в 2003 году, кандидат философских наук.
Работал на телевидении, преподавал в ряде университетов. В настоящее время пишет прозу для художественных изданий и читает лекции по философии, логике и концепциям современного естествознания в Высшей школе экономики. Работал обозревателем книжных новинок МДК, редактором отдела нон-фикшн сетевого журнала «Лиterraтура», с 2024 года редактор отдела фантастики там же.
Автор нескольких книг, повестей и десятков рассказов, публиковался в газетах «Литературная Россия», «Литературная газета», «Независимая газета», журналах «Нева», «Урал», «Новая Юность», «Юность», «Дружба народов», «Волга», «Москва», «Крещатик», «Зинзивер», «Дети Ра», «Север»; сетевых изданиях «Лиterraтура», Русский динозавр, Textura и других.
Лауреат Международного литературного конкурса «Литературной России» 2012 года. Лауреат премии журнала "Зинзивер" 2021 года. Дипломант Премии имени А. Б. Чаковского "Гипертекст" 2023 года (короткий список, рассказ "Дом").
Первая значимая публикация состоялась в журнале «Навигатор игрового мира», № 100 с повестью «Чат».
Ведёт литературный блог.

## Избранная библиография

#### Книги
- Те, кого любят боги, умирают молодыми. — М.: Литературная Россия, 2013. — 208 с.
- Цветы во льдах. Литература коренных малочисленных народов Севера и Дальнего Востока. — М.: Литературная Россия, 2013. — 192 с.
- Зона правды. — М.: Литературная Россия, 2013. — 272 с.
- Глубокое синее небо. — М.: Литературная Россия, 2017. — 464 с.

#### Повести и рассказы в «толстых» журналах
- Те, кого любят боги, умирают молодыми. — Нева 2009/1.
- Пой, танцуй, играй. — Новая Юность 2009/3.
- Дурацкие истории. — Новая Юность 2014/2.
- Любовь и другие истории. — Нева 2014/6.
- Летние истории. Цикл рассказов. — Москва 2014/8.
- Четвертое измерение. — Новая Юность 2015/3.
- Жизнь после смерти. — Дети Ра 2015/5.
- Океан внутри. — Зинзивер 2015/6.
- Одержимый. — Новая Юность 2015/6.
- Подключённый. Чудесный мир. — Новая Юность 2016/2.
- Сбой времени. — Зинзивер 2016/11.
- Модель XXX. — Зинзивер 2016/12.
- Волшебник. — Дружба Народов 2017/10.
- Кодавр. — Новая Юность 2017/5.
- Зачем учить математику. — Юность. 2017/5-9.
- Новая модель. Работа на Церере. — Новая Юность 2018/3.
- Нина, я тебя люблю. Новая модель. Тест — Нева 2018/7.
- Я, красавица и чудовище. — Юность 2018/5-9.
- Реальность. Спасибо. — Новая Юность 2019/2.
- Ложиться надо сейчас. — Волга 2020/5-6.
- Аполлон на отдыхе. — Крещатик 2020/2.
- Х-человек. — Новая Юность 2020/4.
- Моя демонка. — Волга 2021/1.
- Как стать чёртом. — Крещатик 2021/1.
- Лучший из миров. — Новая Юность 2021/3.
- СОСОУ. — Зинзивер 2021/5.
- Евангелие от Бар-Аббы. — Крещатик 2022/1.
- Понтикопень. — Нева 2022/2.
- Дом. — Новая Юность 2022/2.
- Нейра. В раю. — Урал 2022/7.
- Анна Аркадьевна. Символы. — Юность 2023/2.
- Думузи. — Урал 2023/5.
- Известный писатель. Талант. — Нева 2023/11.
- Предсказание. — Нева 2024/5.
- Другой мир. — Волга 2024/9-10.